# Синагога на Принсес-Роуд
Синагога на Принсес-Роуд (англ. Princes Road Synagogue) — главная синагога британского города Ливерпуль и центр еврейской общины города (англ. Liverpool Old Hebrew Congregation).
Еврейская община Ливерпуля образовалась примерно в 1780 году. В 1840 году община разделилась на две части, но вскоре воссоединилась. 
Синагога была спроектирована братьями Уильямом Аудслеем и Джорджем Аудслеем в неомавританском стиле. Синагога открылась 2 сентября 1874 года. Строительство обошлось в 14 975 фунтов стерлингов 8 шиллингов 11 пенсов. Синагога считается лучшей в Европе постройкой в подобном стиле и образцы, имитирующие здание, можно встретить во всём мире.
Реконструировано в 1952 году. Здание сильно пострадало от пожара в 1980 году и было отреставрировано.

## Галерея
- Фасад
- Восточная часть
- Потолок
- Бама
- Внутри
- Синагогальный ковчег
- Западное окно

## Примечание
1. ↑  Nonie Creagh-Brown. Welcome to Toxteth (англ.). Art Of Faith (20 марта 2008). Дата обращения: 26 июля 2022. Архивировано 3 марта 2016 года.
2. 1 2  Beryl Plent. Princes Road Synagogue, Liverpool. A review of our July visit (англ.). Liverpool ndo. Дата обращения: 26 июля 2022. Архивировано 5 марта 2016 года.
3. ↑  Princes Road Synagogue (англ.). VisitLiverpool.com. Дата обращения: 26 июля 2022. Архивировано из оригинала 12 января 2005 года.
4. ↑  Jewish Communities and Records — UK. Liverpool Old Hebrew Congregation (Princes Street Synagogue), Liverpool (англ.). JewishGen.org (28 декабря 2011). Дата обращения: 16 июля 2022. Архивировано из оригинала 23 декабря 2015 года.